# Татаренко, Иван Куприянович
Иван Куприянович Татаренко (25.09.1902 — ?) — украинский советский деятель, 1-й секретарь Буринского районного комитета КП (б) У Черниговской области. Депутат Верховного Совета СССР 1-го созыва.

## Биография
Родился в крестьянской семье на территории нынешней Сумской области. Образование среднее.
С 1917 года работал погонщиком быков в экономии Суханова на хуторе Пруток Сумского уезда Харьковской губернии. С 1919 года — в разных совхозах Степановского района Сумского округа.
В 1924—1928 годах служил в Красной армии: красноармеец 6-го полка связи Украинского военного округа.
Член ВКП (б) с 1928 года.
В 1928—1931 годах — надзиратель Хотенского районного отдела милиции Сумского округа. В 1931—1932 годах — помощник начальника Белопольского районного отдела милиции на Сумщине.
В 1932—1935 годах — студент Коммунистического университета имени Артема в Харькове. Обучение в университете не закончил.
В 1935—1937 годах — заместитель директора Буринской машинно-тракторной станции (МТС) по политической части Буринского района Черниговской области.
С 1937 года — 1-й секретарь Бурынского районного комитета КП (б) У Черниговской области.
Был избран депутатом Совета национальностей СССР по Черниговскому округу.
Первоначально было решено работать в Совете национальностей с 6 до 10 вечера. Однако такое положение дел Татаренко не устроило. Он выдвинул предложения о том, чтобы сократить прения в Совете национальностей для того, что бы депутаты Совета Национальностей могли сходить в театры, кино и на выставки. Предложение было отклонено.
Против предложения Татаренко выступил депутат Шпилевой.
За поправку Татаренко выступило меньшинство депутатов.
Работал заместителем Наркома юстиции УССР.

## Награды
- Орден «Знак Почёта» (26 марта 1945 года).